# Јавно предузеће
Јавно предузеће (ЈП, Ј.П., Ј. П.), или државно предузеће, је према важећем закону о јавним предузећима Републике Србије, предузеће које обавља делатности од општег интереса, а које оснива држава односно јединица локалне самоуправе или аутономна покрајина.